# Ovini Uera
Ovini Uera (* 18. Januar 1988) ist ein Judoka aus Nauru.
Er gewann im April 2016 eine Bronzemedaille in der Kategorie bis 90 kg bei den Ozeanienmeisterschaften in Canberra. Im August 2016 nahm er an den Olympischen Sommerspielen in Rio de Janeiro teil.